# Jyllands-Posten

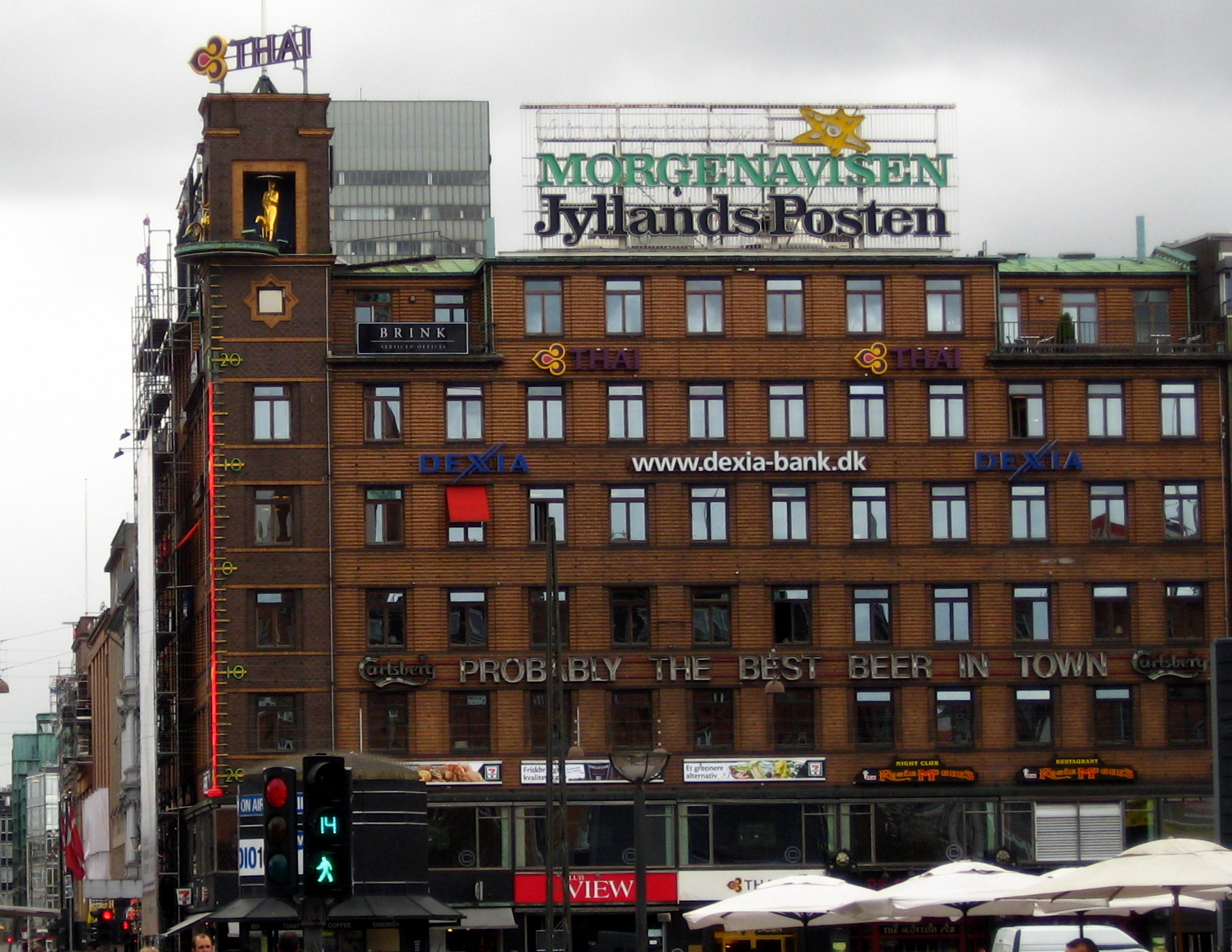
Sede do Jyllands-Posten, em Copenhague, na Dinamarca.

Jyllands-Posten (em dinamarquês, "O Correio da Jutlândia") é o jornal de maior tiragem na Dinamarca. Teve sua primeira edição circulando em 2 de outubro de 1871 e é sediado na cidade de Aarhus.

## Caricaturas de Maomé
Em 30 de setembro de 2005, o jornal publicou uma série de caricaturas do profeta Maomé mostrando, entre outros, Maomé com um turbante no formato de uma bomba. Com a publicação o jornal e o chefe da editoria de cultura Flemming Rose queriam iniciar um debate sobre a liberdade de expressão. Representações visuais do profeta são geralmente proibidos no Islão. Posteriormente, numa demonstração de solidariedade, diversos jornais, sobretudo na Europa, republicaram os desenhos. Cinco meses depois da primeira publicação, no fim de janeiro de 2006, começaram manifestações contrárias de muçulmanos em países do Oriente Médio que causou uma crise diplomática entre a Dinamarca e esses países e uma onda de violência que deixou mais de cem mortos. Em 2 de janeiro de 2010 um dos cartunistas responsáveis pelos desenhos, o dinamarquês Kurt Westergaard, escapou de um atentado. Em 29 de dezembro de 2010 a polícia de segurança da Dinamarca revelou um plano de ataque ao jornal e prendeu cinco pessoas suspeitas.